# DShK重機槍
1938式DShK重機槍（俄文：ДШК，全稱Дегтярёва-Шпагина Крупнокалиберный，意為「捷格加廖夫—施帕金大口徑（機槍）」；拉丁轉寫：Degtârëva-Špagina Krupnokalibernyj；或轉寫為「Degtyaryova-Shpagina Krupnokaliberny」），是蘇聯從1938年第二次世界大戰開始裝備的重型防空機槍。

## 設計
DShK發射12.7×108毫米大口徑彈藥，彈鏈供彈。二戰時除可作防空機槍外，亦被裝在輪式射架上用来支援步兵，此射架还可以装上装甲板保护射手。
DShK的名字来源于原設計師瓦西里·捷格加廖夫及格奧爾基·施帕金（改進彈鏈供彈的設計師）的姓氏。DShK有時在口語中被稱寫為「德什卡」（ДуШКа/DuShKa）。

## 歷史
1929年，蘇聯軍隊對防空機槍的需求日漸增加，其中第一种防空機槍名為「捷格加廖夫大口径机枪」（俄語：Дегтярёв, Крупнокалиберный，縮寫為ДК）。该武器在1930年設計，在1933年至1935年进行小批量生產。DK防空機槍最初只由30發彈鼓供彈，射速很低，火力持续性也很差，其後施帕金将供彈方式改為彈鏈供彈，为此重新设计了受弹器，同时也提高了射速。1939年，改進後的ДК獲正式採用並被命名為「捷格加廖夫—施帕金12.7毫米大口徑機槍1938年型」（俄語：12,7 мм крупнокалиберный пулемёт Дегтярёва — Шпагина образца 1938 года），並成為二戰及之后蘇聯軍隊的制式重機槍。
DShK在二戰時被大量採用，通常裝在轉軸三腳架作固定防空用途，或裝在GAZ-AA防空裝甲車上。二戰後期，DShK亦被安裝在斯大林2型坦克及ISU-152自走砲上使用。DShK也被步兵用作支援用途，裝在輪式射架上，亦有被用作同軸機槍，如T-40輕型兩棲坦克。
DShK亦被不少國家特許生產，如中華人民共和國（54式及54-1式重機槍）、巴基斯坦及羅馬尼亞等，自二戰結束後以來在世界各地發生的多場武裝衝突中都能找到該槍的身影，與其他蘇聯武器，如：AK、SVD和RPG-7等同樣普及。自1970年代起，蘇聯／俄羅斯軍隊開始以較現代化的NSV重機槍和Kord重機槍取代DShK，但直至近年仍有部分俄羅斯部隊裝備，而且至今仍為大量第三世界國家和前東方陣營國家的制式重機槍，也是現時最廣泛被使用的兩種重機槍之一（另一種為美國的白朗寧M2重機槍）。
除正規部隊使用外，DShK也常常被非正規武裝力量（如：民兵、叛軍、恐怖組織、犯罪集團等）作為武裝改裝車上的主力武器使用。

### DShKM
DShKM（俄語：ДШКМ；裝備總局編號：56-П-542М）是二戰結束後推出的改良型號，重新設計了供彈系統。

### DShKT
DShKT（俄語：ДШКТ；裝備總局編號：56-П-542М）是基於DShK設計的坦克機槍，在Т-54、Т-55和Т-62等坦克上均有裝備。

## 使用國
| - 阿富汗 - 阿尔巴尼亚 - 阿尔及利亚 - 安哥拉 - 亞美尼亞—繼承自前蘇聯。 - —繼承自前蘇聯。 - 白俄羅斯—繼承自前蘇聯。 - 保加利亚 - 布吉納法索 - 柬埔寨 - 喀麦隆 - 中非 - 智利 - 刚果共和国 - 古巴 - 賽普勒斯 - 刚果民主共和国 - 埃及 - 赤道几内亚 - 爱沙尼亚—繼承自前蘇聯，目前已退役。 - 衣索比亞 - —繼承自前蘇聯。 - 几内亚 - 匈牙利 - 印度 - 印度尼西亞 - 伊朗－在當地生產DShKM衍生型。 - 伊拉克 - 伊拉克库尔德斯坦 - 以色列—繳獲使用。 - —繼承自前蘇聯。 | - —繼承自前蘇聯。 - 拉脫維亞—繼承自前蘇聯，目前已退役。 - 黎巴嫩 - 利比亞 - 立陶宛—繼承自前蘇聯，目前已退役。 - 卢甘斯克人民共和国 - 马达加斯加 - 馬爾他 - 摩尔多瓦—繼承自前蘇聯。 - 蒙古国 - 蒙特內哥羅 - 莫桑比克 - 尼泊尔 - 尼加拉瓜 - 奈及利亞 - 北馬其頓 - 巴基斯坦－在當地生產DShKM衍生型。 - 秘魯 - 波蘭 - 羅馬尼亞－在當地生產DShKM衍生型。 - 俄羅斯—繼承自前蘇聯，目前已普遍地被NSV重機槍和Kord重機槍所取代，但在烏俄戰爭期間連同老舊的T-54/55坦克一同被投入戰場使用。 - 聖多美和普林西比 - 沙烏地阿拉伯 - 塞舌尔 - 斯洛伐克 - 斯洛維尼亞 - 南蘇丹 - 苏丹－在當地生產DShKM衍生型。 - 叙利亚 - —繼承自前蘇聯。 - 坦桑尼亚 - 泰國－為中國54式重機槍，泰國內戰時繳獲使用。 - 多哥 - 德涅斯特河沿岸—繼承自前蘇聯。 - 土耳其 - —繼承自前蘇聯。 - 乌干达 - 乌克兰—繼承自前蘇聯，目前仍廣泛裝備。 - —繼承自前蘇聯。 - 越南 - 葉門 - 尚比亞 - 辛巴威 |

### 前使用國
- 中华人民共和国－在當地生產DShKM衍生型，命名為「54式重機槍」，目前已被85式重機槍、W-85式重機槍和89式重機槍所取代。[4]
- 捷克斯洛伐克－在當地生產DShKM衍生型。[4]
- 捷克—已被白朗寧M2重機槍所取代。[1]
- 顿涅茨克人民共和国
- 芬兰—已被NSV重機槍所取代。[1]
- 納粹德國—二戰期間繳獲使用。
- 东德
- 塞爾維亞—已被NSV重機槍所取代。[1]
- 苏联[4]
- 南斯拉夫－在當地生產DShKM衍生型。[3]

### 非國家團体
DShK也是一種廣被準軍事組織和叛軍使用的重機槍之一。
- 阿富汗聖戰者
- 車臣武裝份子
- 伊拉克叛軍[5]
- 臨時愛爾蘭共和軍[6]
- 越南南方民族解放陣線－越戰時廣泛使用。[4]
- 反卡扎菲勢力－在2011年利比亞內戰中使用，大部份裝在武裝改裝車上。[7]
- 敘利亞自由軍
- 伊拉克和沙姆伊斯蘭國[8]

## 圖片

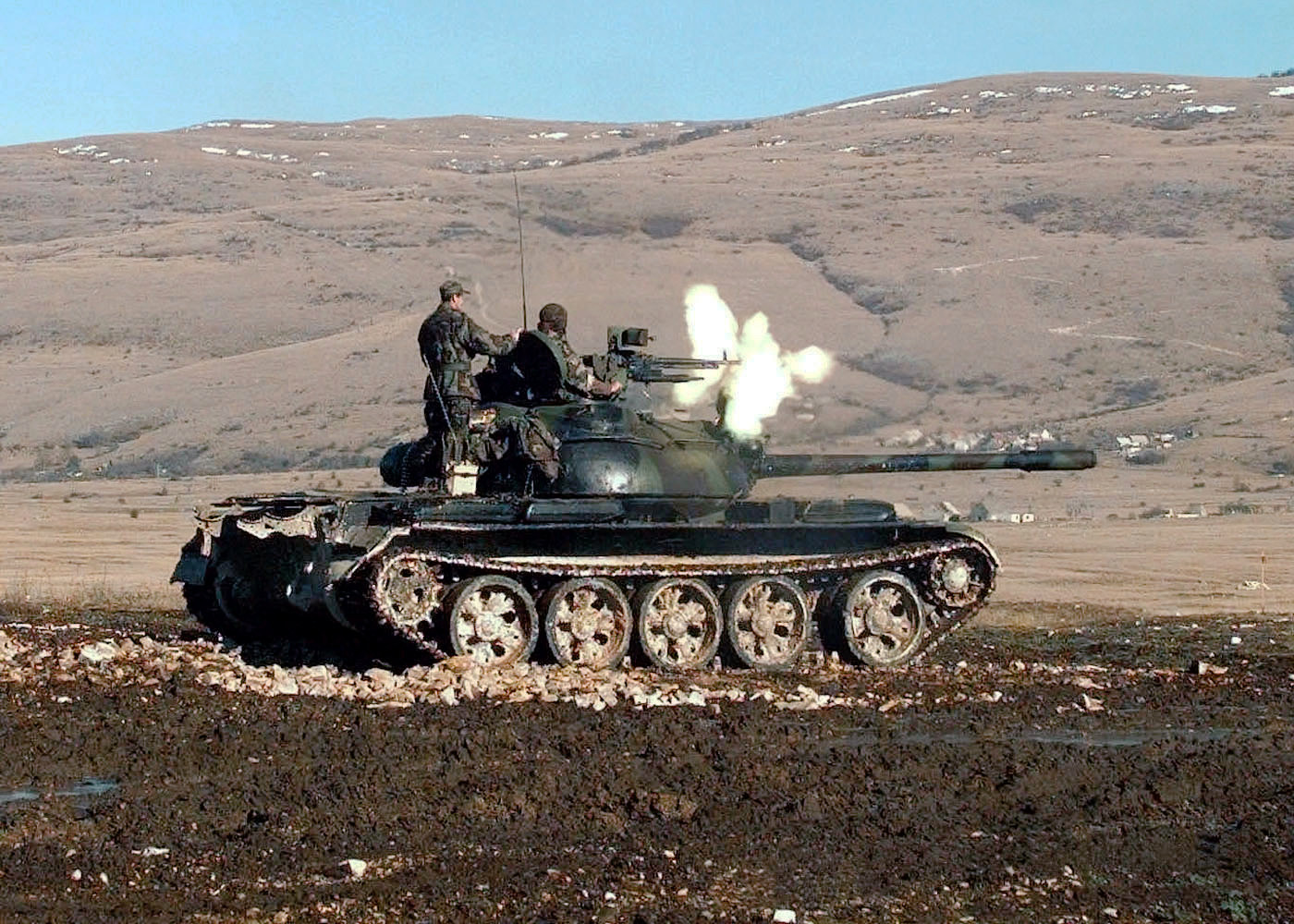
在T-55上開火的DShKM
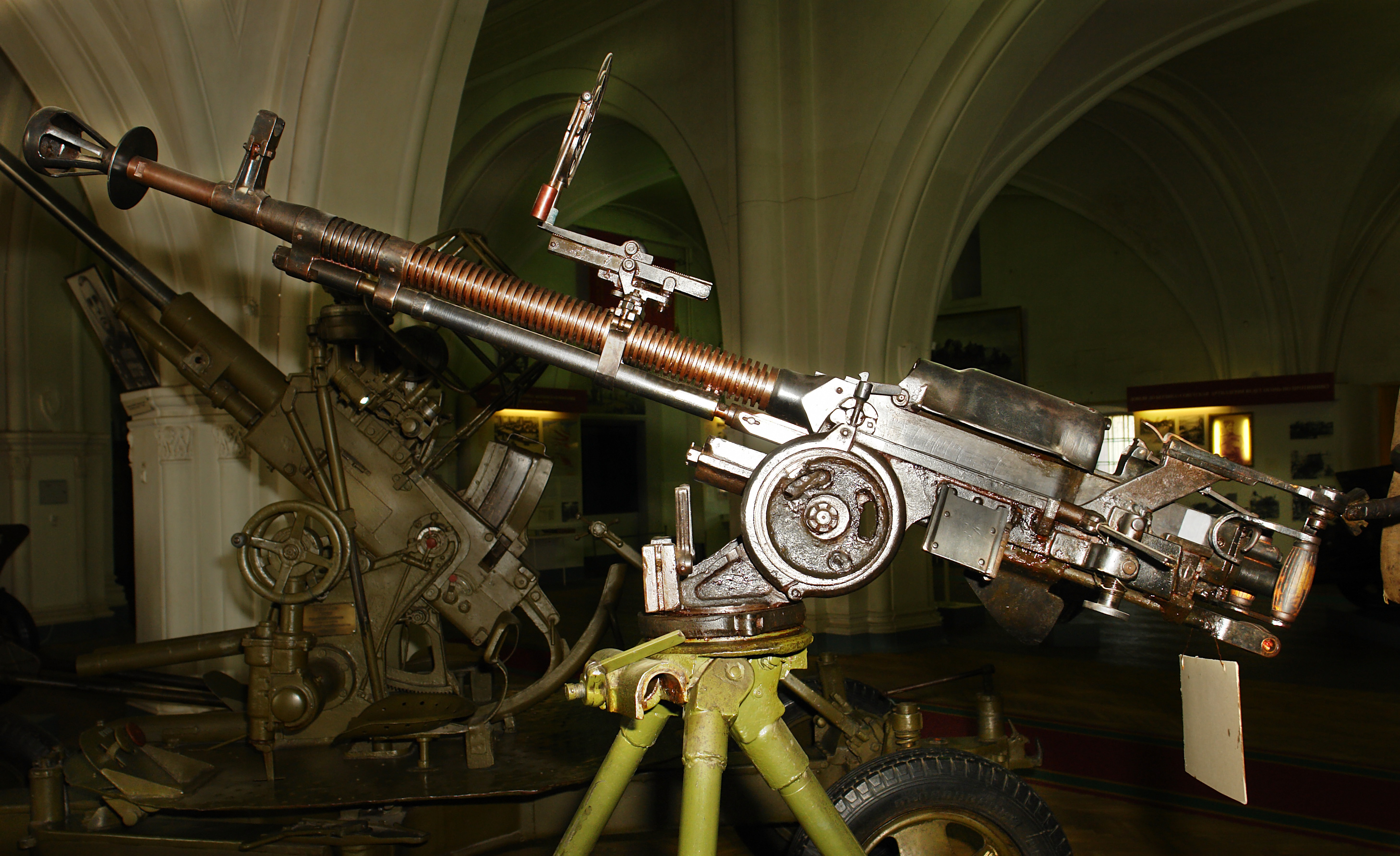
裝在三腳架上的DShK
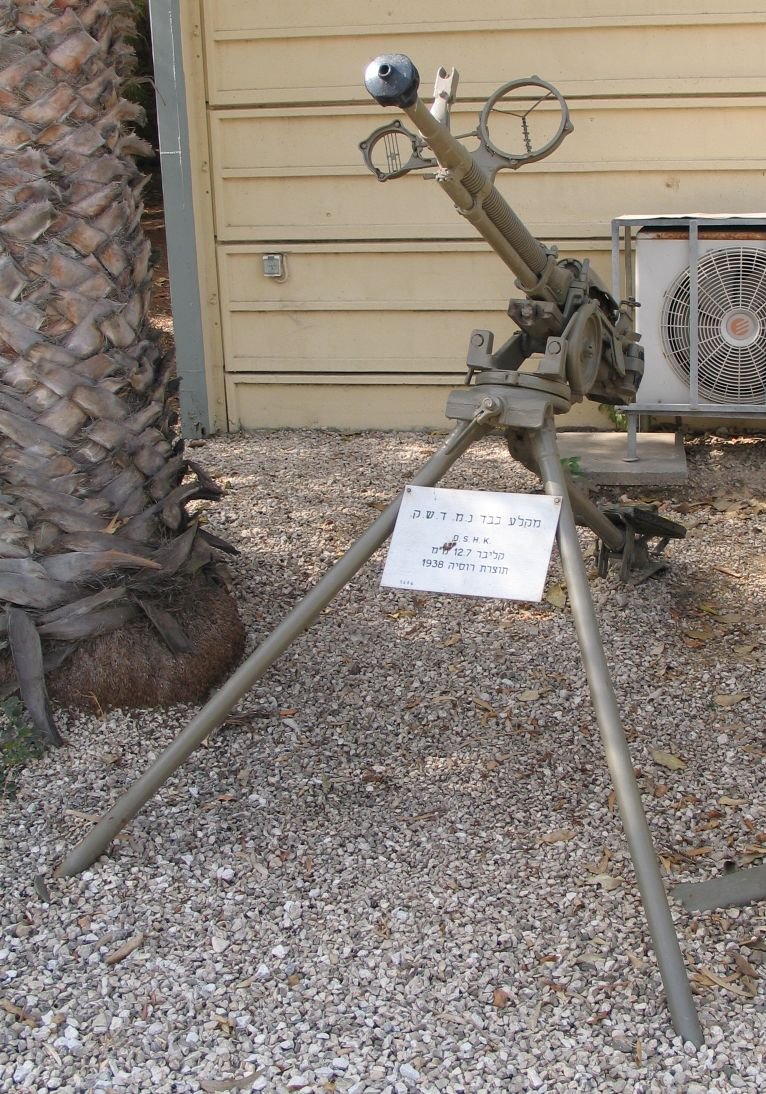
裝上三腳架的DShK
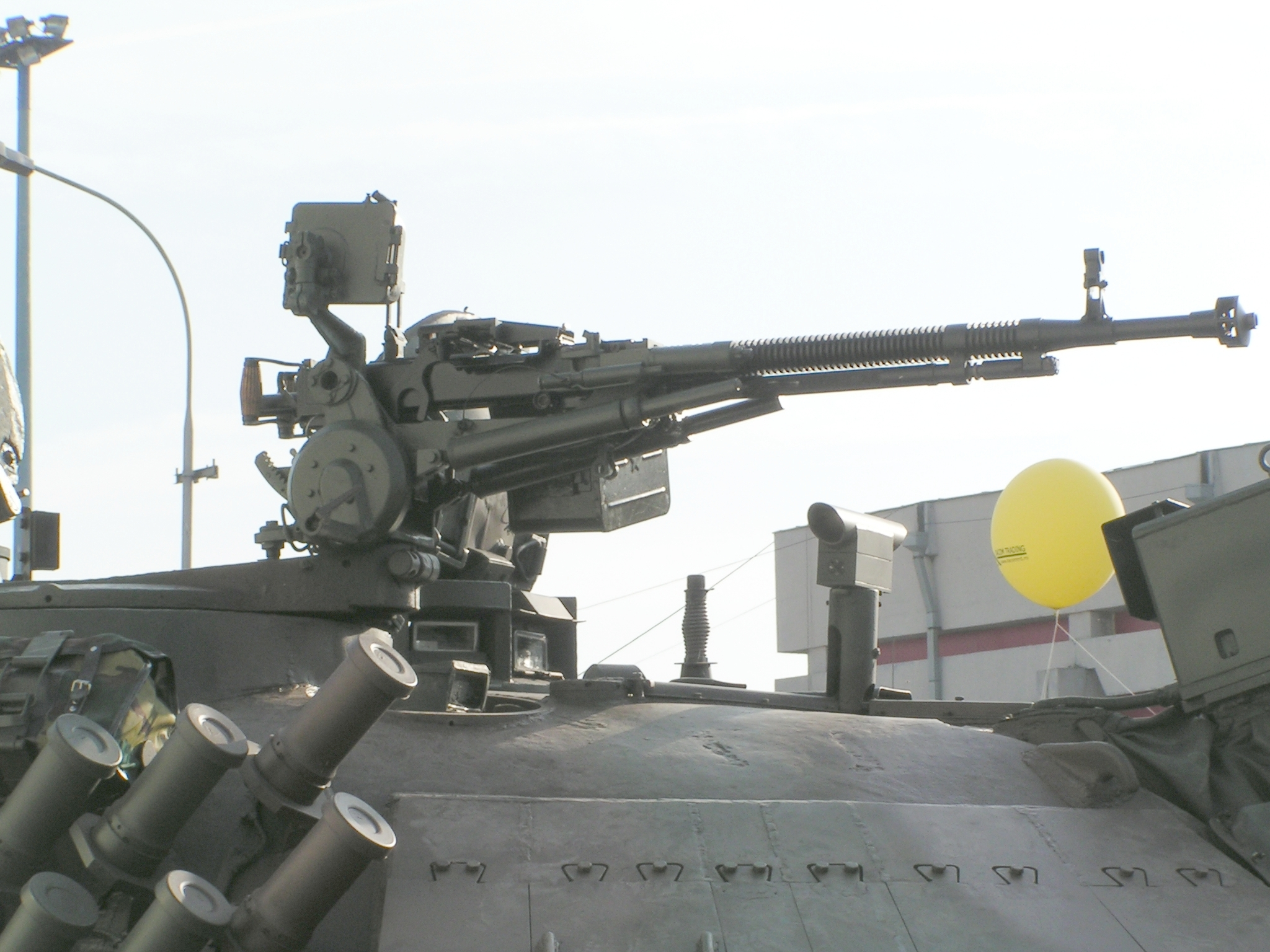
羅馬尼亞TR-85主戰坦克裝配的DShK

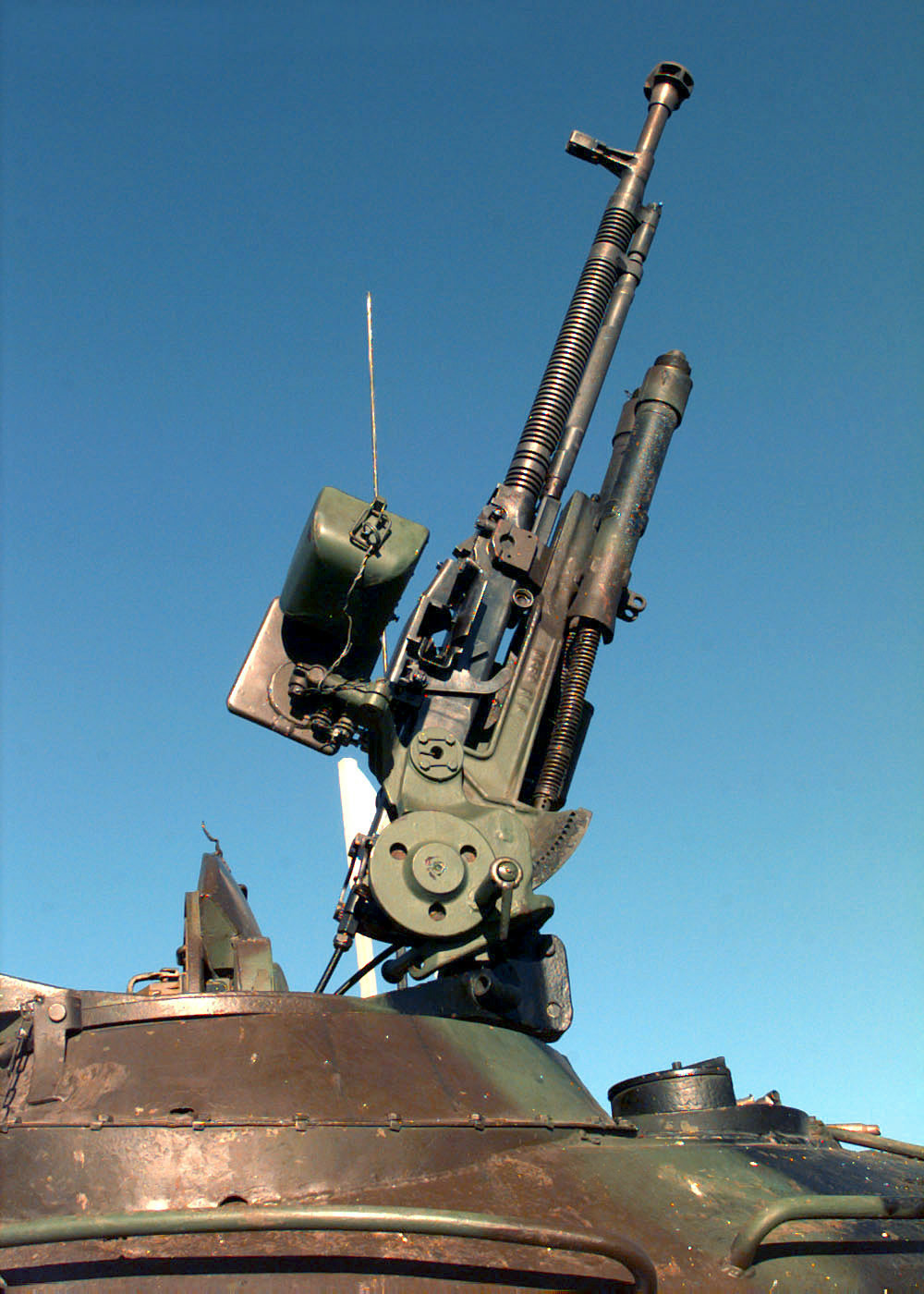
T-55坦克上的DShKM
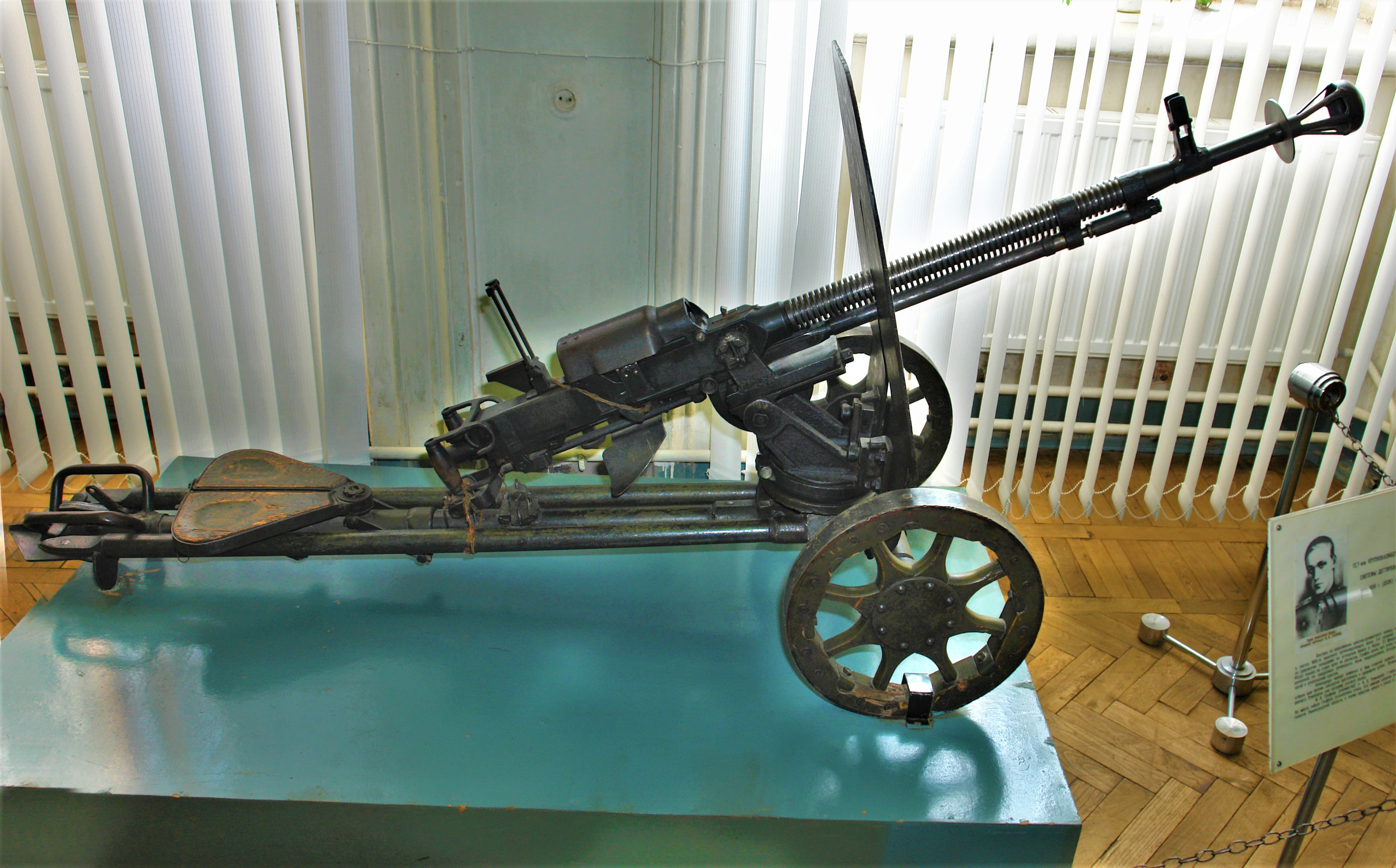
裝在輪式射架上的DShK
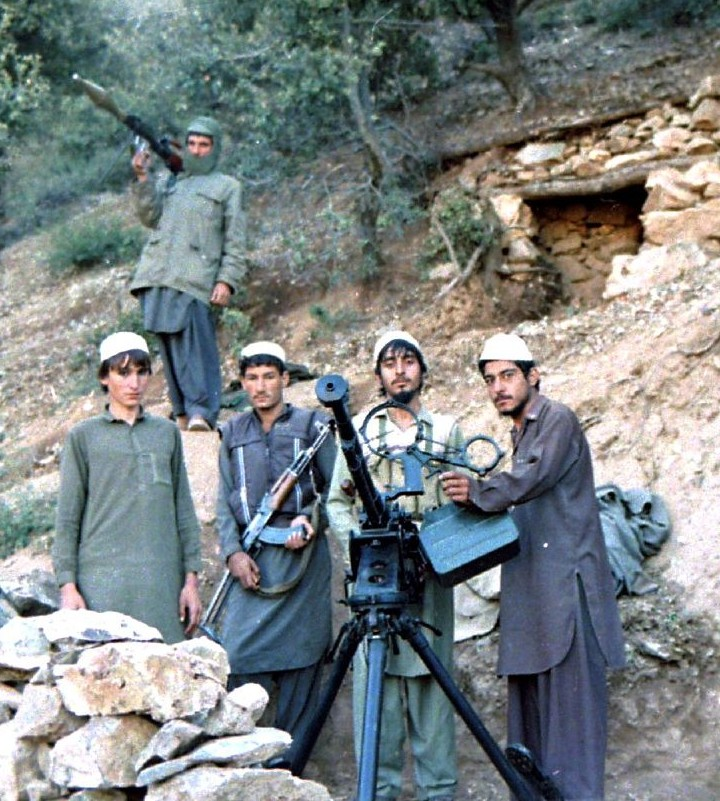
蘇阿戰爭期間的聖戰者與DShK

## 流行文化
DShK重機槍在一些以現代戰爭為背景的作品都是常見的槍械，通常會被叛軍或游擊隊等非正規武裝組織安裝在武裝改裝車上使用。有趣的是，在冷戰期間製作的西方影視作品（尤其是荷里活電影）往往因無法取得DShK的實物而用其他槍械（如：白朗寧M2重機槍）改裝至類似於DShK的模樣。

### 電影
- 1988年—《第一滴血3》：被約翰·藍波（席維斯·史特龍飾演）用以擊落蘇軍的武裝直升機，也被蘇軍士兵所使用。
- 2000年—：由車臣武裝份子所使用。
- 2001年—：安裝在民兵的武裝改裝車上。
- 2005年—：安裝在邊境哨站上，由朝鮮人民軍士兵所使用。
- 2006年—：安裝在武裝改裝車上，由革命聯合陣線的戰士所使用。
- 2007年—：安裝在武裝改裝車上，於片頭由衣索比亞叛軍所使用。
- 2009年—：由一名尼日利亞士兵用於攻擊“X小隊”。
- 2014年—：安裝在T-55坦克上。
- 2016年—《雅多維爾圍城戰（英语：The Siege of Jadotville (film)）》：安裝在吉普車上，由僱傭兵所使用。
- 2016年—：安裝在武裝改裝車上，由叛軍所使用。

### 電視劇
- 《海豹突擊隊》系列

### 電子遊戲
- 2004年—：作為固定武器登場。
- 2005年—《真實計劃》：為中東聯盟、民兵、非洲抵抗軍、伊拉克叛軍、自由敘利亞軍、哈瑪斯和塔利班陣營專屬武器。會安裝在T-62主戰坦克、裝甲運兵車和武裝改裝車上。
- 2006年—：安裝在薩拉尼人民解放軍的武裝改裝車、UAZ-469（英语：UAZ-469）和T-72主戰坦克上。
- 2009年—《2》：部署在固定據點或安裝在皮卡和吉普車上。
- 2010年—：作為固定武器登場。
- 2010年—《榮譽勳章》：只於單人模式中登場，安裝在武裝改裝車上及部署在固定據點（裝有槍盾），由阿富汗國民軍士兵及塔利班戰士所使用，玩家也能夠控制。
- 2010年—：只於戰役模式登場，無限子彈，安裝在貨車上並配備防空瞄具，主要由敵軍所使用。在“沃爾庫塔”和“大規模殺傷性武器”中分別可由兩名玩家角色，亞歷克斯·梅森及傑森·哈德森所使用。
- 2010年—：部署在特定據點作為固定武器，部份能夠讓玩家角色控制。没有彈藥限制但會過熱。
- 2011年—《3》：戰役模式中安裝在俄軍的T-90主戰坦克和車輛上，有時也會部署在特定據點，由俄軍和“同心圈”恐怖組織所使用，部份能夠由玩家角色操作。
- 2012年—《II》：只於戰役模式中登場，安裝在1980年代關卡的敵方載具，部份能夠由玩家角色操作。
- 2012年—《3》：部署在特定據點或安裝在載具上作為固定武器，會被敵方和友方所使用，也能夠讓玩家角色控制。没有彈藥限制但會過熱。
- 2013年—《俠盜獵車手V》：配備防空瞄具，安裝在武裝改裝車上作為固定武器。
- 2013年—：只於戰役模式中登場，安裝在“聯邦”部隊的GAZ-2975小型軍用貨車上，無法被玩家使用。
- 2014年—：只於戰役模式中登場，安裝在敵方部隊的GAZ-2975小型軍用貨車（重用自決勝時刻：魅影的遊戲模型）或固定據點上，無法被玩家使用。
- 2014年—《4》：部署在特定據點或安裝在載具上作為固定武器，會被敵方和友方所使用，也能夠讓玩家角色控制。没有彈藥限制但會過熱。
- 2015年—《戰術小隊》：由叛軍和民兵陣營所使用，部署在特定據點或安裝在載具上，部份設有槍盾。
- 2017年—《風起雲湧2：越南（英语：Rising Storm 2: Vietnam）》：
- 2018年—《叛亂：沙漠風暴》：安裝在叛軍陣營的武裝改裝車上，裝有槍盾，無限子彈。
- 2020年—《決勝時刻：黑色行動冷戰》：安裝在蘇軍的裝甲運兵車和其他載具上，部份可由玩家操作。
- 2023年—《決勝時刻：現代戰爭III》：安裝在“NSVT”武裝改裝車上。

## 外部連結
- （英文）-guns.ru的DShK及DShKM介紹